# Muttenz
Muttenz est une ville et une commune suisse du canton de Bâle-Campagne, située dans le district d'Arlesheim.

## Géographie

### Situation

Vue aérienne (1949)

Muttenz se trouve à l'est de la ville de Bâle, entre le Rhin au nord et le plateau du Gempen au sud. Elle fait partie de la grande région industrielle bâloise et offre plus de 14 000 emplois. La gare de triage Bâle CFF, l'une des plus grandes d’Europe, est située à Muttenz.
Le territoire de Muttenz s'étend sur 16,64 km2. Lors du relevé de 2013-2018, les surfaces d'habitations et d'infrastructures représentaient 41,3 % de sa superficie, les surfaces agricoles 16,0 %, les surfaces boisées 39,7 % et les surfaces improductives 2,7 %.
| Bâle         | Birsfelden | Grenzach-Wyhlen |
| Münchenstein | Muttenz    | Pratteln        |
| Arlesheim    | Gempen     |                 |

### Transports
- Ligne ferroviaire CFF Bâle-Olten, à 5 km de Bâle et à 34 km d'Olten
- A2, Bâle – Chiasso, sortie 6
- Tramway pour Bâle, ligne 14

## Histoire
Sur le Wartenberg, au sud de Muttenz, on a trouvé des objets datant de l’âge du bronze et dans le Hard, entre la ville actuelle et le Rhin, on a découvert des tombes de l’âge du fer.
À l'époque de l'Empire romain, la ville s'appelait « Montetum ». Lorsque les Alamans s’y établirent, ils lui donnèrent le nom de « Mittenza ». Au début du XIIIe siècle, le nom passa de « Muttence » au « Muttenz » d'aujourd'hui.
Au VIIIe siècle, Muttenz faisait partie des possessions de la cathédrale de Strasbourg et l'église qui y fut construite fut consacrée à Saint-Arbogast, évêque de Strasbourg ; elle possède la particularité d'avoir un clocher tors.
Muttenz revint définitivement à la ville de Bâle en 1515.

## Population et société

### Démographie

#### Évolution de la population
Muttenz compte 17 917 habitants au 31 décembre 2022 pour une densité de population de 1 077 hab/km2. Sur la période 2010-2019, sa population a augmenté de 3,7 % (canton : 5,5 % ; Suisse : 9,4 %).  

#### Pyramide des âges
En 2020, le taux de personnes de moins de 30 ans s'élève à 29,5 %, similaire à la valeur cantonale (29,6 %). Le taux de personnes de plus de 60 ans est quant à lui de 30,2 %, alors qu'il est de 29,1 % au niveau cantonal.
La même année, la commune compte 8 732 hommes pour 9 206 femmes, soit un taux de 48,7 % d'hommes, inférieur à celui du canton (49,1 %).
| Hommes | Classe d’âge | Femmes |
| ------ | ------------ | ------ |
| 0,9    | 90 ans ou +  | 1,8    |
| 9,8    | 75 à 89 ans  | 12,8   |
| 17,1   | 60 à 74 ans  | 17,9   |
| 22,1   | 45 à 59 ans  | 21,3   |
| 18,9   | 30 à 44 ans  | 18,4   |
| 15,6   | 15 à 29 ans  | 14,3   |
| 15,6   | - de 14 ans  | 13,5   |

| Hommes | Classe d’âge | Femmes |
| ------ | ------------ | ------ |
| 0,8    | 90 ans ou +  | 1,5    |
| 9,1    | 75 à 89 ans  | 11,3   |
| 17,4   | 60 à 74 ans  | 18,0   |
| 22,9   | 45 à 59 ans  | 22,5   |
| 18,9   | 30 à 44 ans  | 18,6   |
| 15,9   | 15 à 29 ans  | 14,5   |
| 15,1   | - de 14 ans  | 13,7   |

### Éducation
- Fachhochschule Nordwestschweiz (FHNW) : 
  - Hochschule für Architektur, Bau und Geomatik
  - Hochschule für Life Sciences
  - Pädagogischen Hochschule
  - Hochschule für Soziale Arbeit
  - Hochschule für Technik
- Gymnasium Muttenz - Fachmaturitätsschule (FMS)
- Gymnasium Muttenz - Maturitätsabteilung
- Kantonale TechnikerInnen-Schule für Informatik (KTSI) BL
- Kaufmännischer Verband (KV), KV Schulen Muttenz

## Économie
- Bayer
- Clariant, produits chimiques
- Von Rohr Armaturen

## Culture et patrimoine

### Héraldique
| Blason | Blasonnement : D'argent à trois tours crénelées de gueules à la base commune, maçonnées de sable, mouvant du bord inférieur de l'écu, et à un lion issant de la tour moyenne du premier. |

### Musées
- Musée des beaux-arts de Bâle-Campagne

### Prix
- Prix Wakker 1983

### Personnalités
- Jean-Claude Forestier, musicien
- Traugott Meyer, écrivain
- Patrick Streiff, évêque
- Werner Jauslin (1924-2015), homme politique suisse